# 徐沛河
徐沛河，位于中国江苏省北部，是在徐沛铁路西侧，沿37米等高线开挖而成。徐沛河北起沛县北部龙固镇大沙河右岸，向南流经杨屯镇、大屯镇、沛城镇、张寨镇、张庄镇和徐州市铜山区郑集镇，在郑集镇南部的冯代庄附近与桃园河合流，至蔺家坝枢纽下注京杭大运河不牢河段。全长70公里。沿途与沿河、鹿口河和郑集河等河流相交。